# 鲁棒控制
鲁棒控制（英語：Robust control）：所谓“鲁棒性”，是指控制系统在一定（结构，大小）的参数摄动下，维持某些性能的特性。是控制理论中的一个分支，是专门用来处理控制器设计时逼近的不确定性。
鲁棒控制方法一般应用于只要在一些集合（特别是紧集合）中存在不确定参数或者扰动的情况。鲁棒控制意在使系统具有鲁棒性，并在存在有界建模误差的情况下使系统稳定。
波特等人的早期控制方法已具有一定鲁棒性：早在1960年代和1970年代，状态空间方法刚被发明的时候，他们就发现有时候会缺少鲁棒性，并进行了进一步的研究和改进。这便是鲁棒控制的初始阶段，随后在80年代和90年代有具体的應用，并一直活跃至今。
与自适应控制的对比：鲁棒控制专注于状态，而不是对变量的调整，控制器需要在基于某些变量未知但有界的假设下，才能够有效的工作。

## 现代理论中的鲁棒控制
鲁棒控制开始于1970年代末期和1980年代早期，并迅速发展出了许多处理有界系统不确定性的技术方法。
最重要的鲁棒控制技术的例子是由剑桥大学的邓肯·麦克法兰和基思·格洛弗所提出的H∞环路成形方法：这个方法使得系统对它频谱灵敏度达到最小，并且保证了当有扰动进入系统时，系统依然能够不會偏离期望轨迹太多。
从应用的角度来看，鲁棒控制的一个新兴领域是滑模控制（SMC），这是一种变化的变结构控制。滑模控制对于不确定性匹配的鲁棒性，以及设计上的简单化，使其有了极其广泛的应用。
傳統的鲁棒控制都是用確定性的方式來處理問題，最近二十年來此作法已受到批評，因為其太過僵化，無法描述實際應用的不確定性，而且也常常造成過度保守的解。因此另一種處理方式是機率性的鲁棒控制，例如用情境最佳化來處理鲁棒控制的研究。
另一个例子是回路传递恢复（LQF/LTR），旨在克服线性二次型高斯控制器（LQG控制器）的鲁棒性问题。
以及其他的鲁棒技术应用包括，量化回授理論（QFT），增益调度等等。

## H∞控制理论
H∞控制理论是20世纪80年代开始兴起的一门新的现代控制理论。H∞控制理论是为了改变近代控制理论过于数学化的倾向以适应工程实际的需要而诞生的，其设计思想的真髓是对系统的频域特性进行整形（Loopshaping），而这种通过调整系统频率域特性来获得预期特性的方法，正是工程技术人员所熟悉的技术手段，也是经典控制理论的根本。
1981年Zames首次用明确的数学语言描述了H∞优化控制理论，他提出用传递函数阵的H∞范数来记述优化指标。1984年加拿大学者Fracis和Zames用古典的函数插值理论提出了H∞设计问题的最初解法，同时基于算子理论等现代数学工具，这种解法很快被推广到一般的多变量系统，而英国学者Glover则将H∞设计问题归纳为函数逼近问题，并用Hankel算子理论给出这个问题的解析解。Glover的解法被Doyle在状态空间上进行了整理并归纳为H∞控制问题，至此H∞控制理论体系已初步形成。
在这一阶段提出了H∞设计问题的解法，所用的数学工具非常繁琐，并不像问题本身那样具有明确的工程意义。直到1988年Doyle等人在全美控制年会上发表了著名的DGKF论文，证明了H∞设计问题的解可以通过适当的代数Riccati方程得到。DGKF的论文标志着H∞控制理论的成熟。迄今为止，H∞设计方法主要是DGKF等人的解法。不仅如此，这些设计理论的开发者还同美国的The Math Works公司合作，开发了MATLAB中鲁棒控制软件工具箱（Robust Control Toolbox），使H∞控制理论真正成为实用的工程设计理论。